# Huit traîtres de Fairchild Semiconductor
 (février 2025).
Si vous disposez d'ouvrages ou d'articles de référence ou si vous connaissez des sites web de qualité traitant du thème abordé ici, merci de compléter l'article en donnant les références utiles à sa vérifiabilité et en les liant à la section « Notes et références ».

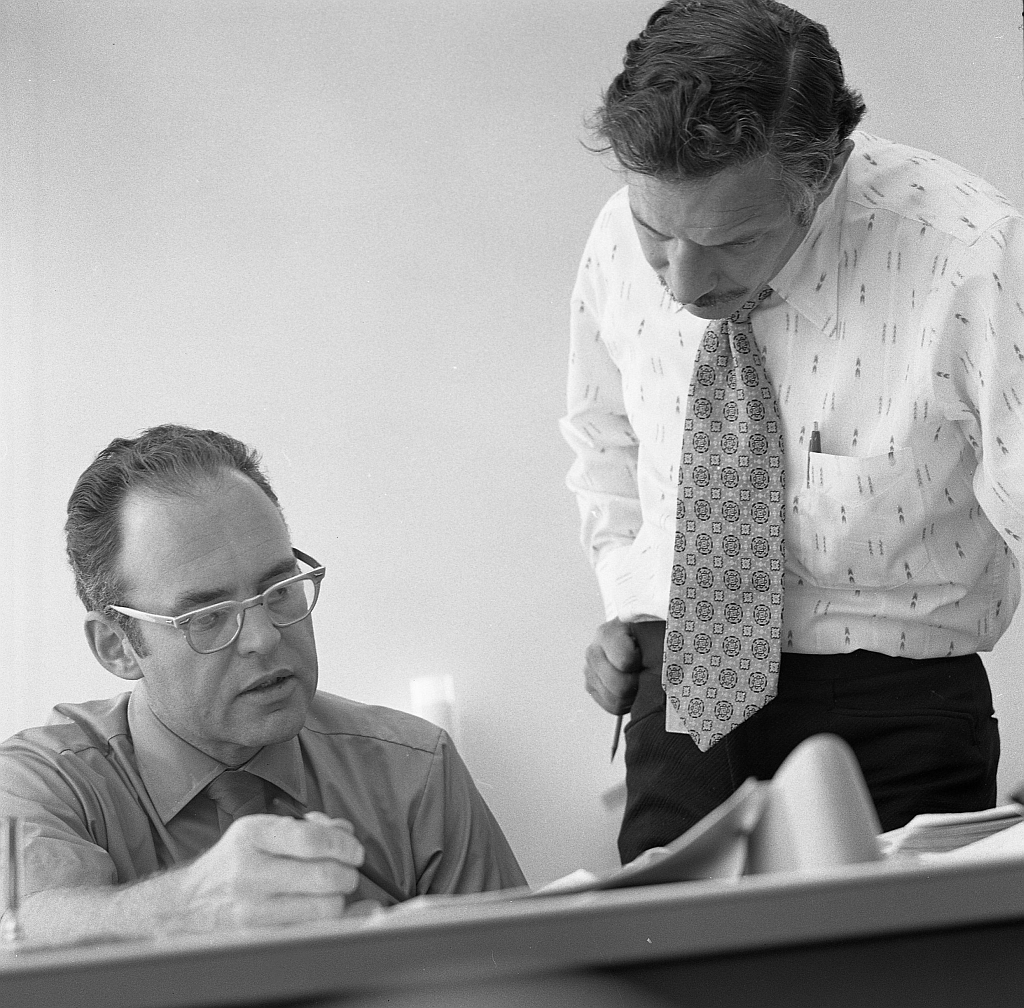
Gordon Earle Moore et Robert Noyce, deux des huit ex-collaborateurs de William Shockley à l'origine de la création de Fairchild Semiconductor qui deviendront tous deux cofondateurs d'Intel.

Les « Huit traîtres » (en anglais : Traitorous eight) désigne un groupe de huit ingénieurs en semi-conducteurs. qui ont quitté le Shockley Semiconductor Laboratory (en) en 1957 pour fonder Fairchild Semiconductor.
En 1956, William Shockley, prix Nobel de physique et enseignant expérimenté, a recruté un groupe de jeunes diplômés pour produire de nouveaux dispositifs à semi-conducteurs. Mais sa gestion humaine était jugée incohérente et agressive, tandis que les recherches n'ont pas été fructueuses. Après l'échec d'une pétition adressée à Arnold Orville Beckman pour la destitution de Shockley, les huit membres (Julius Blank (en), Victor Grinich (en), Jean Hoerni, Eugene Kleiner (en), Jay Last (en), Gordon Earle Moore, Robert Noyce et Sheldon Roberts (en)) sont partis pour former leur propre entreprise. Shockley a décrit leur départ comme une « trahison ».
En août 1957, les huit ingénieurs concluent un accord avec Sherman Fairchild (en) puis forment Fairchild Semiconductor le 18 septembre 1957, qui rapidement devient un leader de l'industrie des semi-conducteurs. 
En 1960, il est devenu un incubateur de la Silicon Valley et a été impliqué directement ou indirectement dans la création de dizaines de sociétés dont AMD et Intel. Ces nombreuses sociétés dérivées sont connues sous le nom de « Fairchildren ».